# Коровино (Поріцький район)
Коро́вино (рос. Коровино, чув. Коровино) — присілок у складі Поріцького району Чувашії, Росія. Входить до складу Анастасовського сільського поселення.
Населення — 204 особи (2010; 258 у 2002).
Національний склад:
- росіяни — 95 %